# Taarbæk
Taarbæk of Tårbæk is een wijk van Kopenhagen liggende aan de Øresund. De wijk maakt deel uit van de gemeente Lyngby-Taarbæk en strekt zich uit tussen Dyrehaven en de kust. Qua bebouwing is het een mix tussen strogedekte huizen, traditionele bakstenen villas en lage appartementencomplexen. Enkele van de duurste villas in Denemarken bevinden zich in Taarbæk.

## Geschiedenis
Begin 17e eeuw was Taarbæk een vissers- en ambachtsdorp. Midden 19e eeuw ontwikkelde het dorp zich tot een kuurplaats. Twee Engelsen schonken de plaats een eigen school met gebedsruimte in 1821 en in 1864 kreeg Taarbæk een eigen kerk, dankzij inwoners van Kopenhagen die een zomerhuis in Taarbæk hadden. In 1865 kreeg de plaats een haven met een diepte van 2 meter en ruimte voor 70 boten. In 1907 splitste de parochie zich of van Lyngby. In 1908 werd de gemeente Taarbæk echter samengevoegd met de gemeente Lyngby na zich eerder te hebben afgesplitst. Samen vormen ze de gemeente Lyngby-Taarbæk.

## Trivia
Het containerschip Emma Mærsk staat geregistreerd in de haven van Taarbæk.

## Bekende inwoners
Voormalig ministers Karen Ellemann en Mogens Lykketoft wonen in Taarbæk.